# Славко Нинов
Славко Нинов (на македонска литературна норма: Славко Нинов) е виден театрален деец от Република Македония, актьор и директор на драмата при Македонския народен театър.

## Биография
Роден е в 1945 година. От 1965 година до пенсионирането си работи единствено в Македонския народен театър. От 1988 до 1993 година е директор на драмата при Македонския народен театър.
Нинов е известен с интерпретациите си на стихове от поетите Петре Андреевски, Анте Поповски, Гане Тодоровски, Кочо Рацин, както и на „За македонцките работи“ на Кръсте Мисирков. Нинов е сред основоположниците на културната манифестация „Поетична нощ във Велестово“ (Поетска ноќ во Велестово).
Дебютира на сцената на Македонския народен театър в 1965 година в представленията „Дон Цезар де Базан“, „Македонска кървава сватба“, а след това играе в „Ревизор“ (1966), „Случаят във Виши“, „Време от вашия живот“, „Антигона“, „Сянка“ (1967). Част от театрографията му са и представленията „Майка“ (1968), „Печалбари“, „Танцът на сержант Мазгрейв“ (1969), „Венецианският търговец“ (1970), „Херакъл и Авгиевите обори“ (1971), „Животът на Галилей“ (1972), „Зидът, водата“, „Деца на слънцето“ (1973), „Потоп“ (1974), „Химичните подписи на човешките организми във воздуха“ (1975), „Отепвачка“ (1976), „Студенти“ (1977), „Съд“ (1978), „Кенгурски скок“, „Лов на диви патки“ (1979), „Автобиография“, „Реферат“, „Беседа“, „Кръг“, „Кандид“ (1980), „Молскавици“ (1981), „Буржоата благородник“ (1982), „Макавейските празници“ (1983), „Големият диамантен валс“ (1986).
Нинов прави адаптация на представлението „Македонски монолог“ (1979) и превежда текстовете за представленията „Зора на изтока“ (1991) и „Мартолосът“ (1992).
Участва в снимането на филмите „Вятър в кутийка кибрит“ (1970) и „Вител“ (1972). Участва и в снимането на телевизионния сериал „Вълшебното килимче“ (1975).
Умира след кратко и тежко боледуване на 25 януари 2019 година.
Негов син е Янко Нинов, замонашен под името Давид, стобийски епископ на Православната охридска архиепископия, а от 2023 година дремвитски епископ на Македонската православна църква.